# L. J. Rose
Lynden Bernard "L. J." Rose jr.  (Houston, Texas, 11 de diciembre de 1993) es un baloncestista estadounidense nacionalizado bahameño que pertenece a la plantilla del BK Olomoucko de la NBL checa. Con 1,91 metros de estatura, juega en la posición de Base.

## Trayectoria deportiva

### Universidad
Tras un primer año en los Bears de la Universidad Baylor, en la que apenas tuvo minutos de juego, jugó las tres siguientes temporadas con los Houston de la Universidad de Houston, aunque la última de ellas se la perdió casi entera debido a una lesión importante. Promedió 9,0 puntos, 5,3 asistencias y 2,5 rebotes por partido. En la temporada 2013-14 fue el mejor pasador de la American Athletic Conference, con 5,5 asistencias por partido.
En 2016, ya graduado, decidió competir un año más, jugando una temporada con los Cougars de la Universidad Brigham Young, en la que promedió 5,5 puntos, 4,7 asistencias y 4,6 rebotes por partido.

### Profesional
Tras no ser elegido en el Draft de la NBA de 2017, en octubre se unió a los Salt Lake City Stars de la G League, donde en 17 partidos promedió 2,4 puntos y 2,1 asistencias.
En febrero de 2019 fichó por el Valga KK de la Latvian-Estonian Basketball League, donde acabó la temporada promediando 13,7 puntos y 6,8 rebotes por partido. Durante el verano, jugó con el equipo semiprofesional australiano de los Gold Coast Rollers, para posteriormente fichar por el Tampereen Pyrintö de la Korisliiga finesa. Jugó diez partidos antes de ser cortado en diciembre de 2019, en los que promedió 7,3 puntos y 5,5 asistencias.
El 11 de febrero de 2020 firmó contrato con el BK Olomoucko de la NBL checa.